# Römisch-katholische Kirche in Montenegro
Die römisch-katholische Kirche in Montenegro ist eine kleine Diasporakirche. In Montenegro leben etwa 22.000 Katholiken. Die meisten Einwohner des Landes gehören der orthodoxen Kirche an, neben der katholischen gibt es auch eine muslimische Minderheit in Montenegro.

## Bistümer

Karte der katholischen Bistümer in Montenegro
Erzbistum Bar
Bistum Kotor

Es existieren zwei römisch-katholische Diözesen, das immediate Erzbistum Bar und das Bistum Kotor. Der größte Teil der Gläubigen in der Diözese Kotor spricht kroatisch, die dortigen Katholiken gehören der kroatischen Minderheit Montenegros an. Traditionell ist Kotor ein Suffragan der dalmatinischen Metropole Split-Makarska und der Bischof von Kotor ist Angehöriger der Internationale Bischofskonferenz der Heiligen Kyrill und Method. Im Erzbistum Bar sind etwas mehr als die Hälfte der Katholiken albanischsprachig. Am 19. Januar 2013 wurden alle griechischen Katholiken in Montenegro in die Römisch-katholische Kirche in Montenegro integriert.
Der Heilige Stuhl unterhält diplomatische Beziehungen zu Montenegro. Apostolischer Nuntius ist seit Oktober 2022 Erzbischof Francis Assisi Chullikatt.